# باشگاه فوتبال جونیور استارز
باشگاه فوتبال جونیور استارز یک باشگاه فوتبال حرفه‌ای مارتینی است که در سندی گراند واقع شده است. این باشگاه در لیگ بزرگسالان سن مارتین رقابت می‌کند.